# Campionato europeo femminile di pallacanestro Under-18 Division B 2011
Il Campionato europeo femminile di pallacanestro Under-18 2011 (noto anche come FIBA EuroBasket Women Under-18 2011) si è svolto in Ungheria, a Miskolc.

## Classifica finale
| Pos     | Team        |  |
| ------- | ----------- |  |
| Oro     | Croazia     |  |
| Argento | Grecia      |  |
| Bronzo  | Lettonia    |  |
| 4.      | Finlandia   |  |
| 5.      | Ungheria    |  |
| 6.      | Bielorussia |  |
| 7.      | Portogallo  |  |
| 8.      | Israele     |  |
| 9.      | Germania    |  |
| 10.     | Danimarca   |  |
| 11.     | Norvegia    |  |
| 12.     | Bulgaria    |  |
| 13.     | Inghilterra |  |
| 14.     | Lussemburgo |  |
| 15.     | Austria     |  |
| 16.     | Svizzera    |  |